# 제리 웨스트
제롬 앨런 "제리" 웨스트(영어: Jerome Alan "Jerry" West, 1938년 3월 28일~2024년 6월 12일)는 미국의 은퇴한 농구 선수, 지도자이다. NBA 로고가 제리 웨스트의 플레이를 본따서 만들어졌으며, 제리 웨스트는 NBA 로고의 주인공으로 알려져 있다. 아들로 조니 웨스트(영어: Jonnie West)가 있으며, 며느리는 골프 선수 미셸 위 웨스트(영어: Michelle Wie West)가 있다.